# IC 2889
IC 2889 је спирална галаксија у сазвјежђу Пехар која се налази на листи објеката дубоког неба у Индекс каталогу.
Деклинација објекта је - 13° 5' 30" а ректасцензија 11h 30m 28,9s. Привидна величина (магнитуда) објекта IC 2889 износи 14,1 а фотографска магнитуда 14,8. IC 2889 је још познат и под ознакама MCG -2-29-38, PGC 35469.